# 西安商報
西安商報是由西安日報社主管主辦的日報，創刊於1985年8月12日。最初報紙名為企業信息報，發行報紙的報社位於中華人民共和國陝西省寶雞市，2001年1月1日更名為西安商報。

## 外部連結
- 官方网站